# Equipa da Superleague Fórmula do Futebol Clube do Porto
O Futebol Clube do Porto é um clube desportivo da cidade do Porto, Portugal, onde se praticam diversas modalidades. O presente artigo é sobre a sua equipa de Superleague Fórmula.

## História

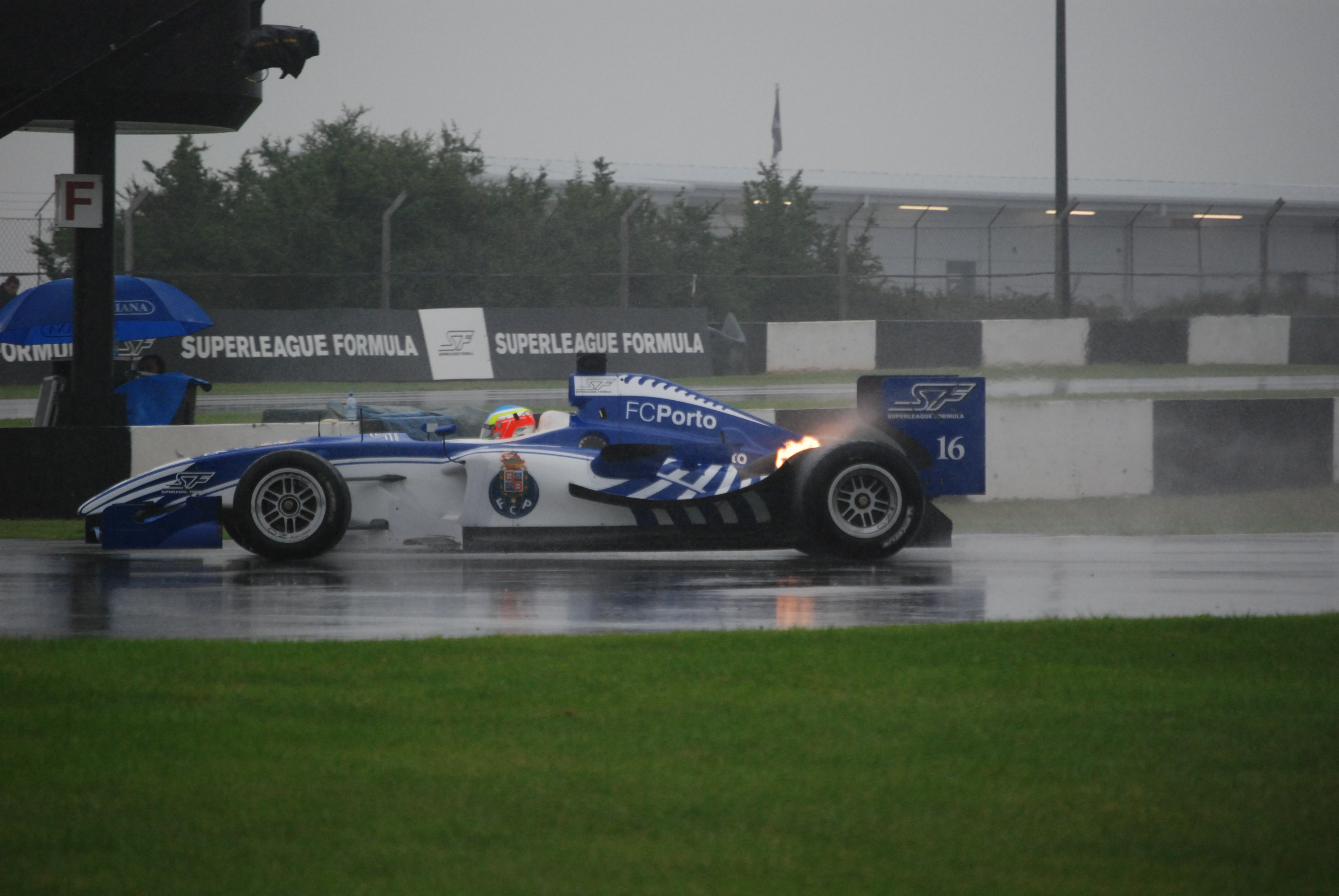
Tristan Gommendy no molhado, Donington Park 2008

A Equipa da Superleague Fórmula do Futebol Clube do Porto foi uma equipa da Superleague Fórmula que representou o F.C. Porto naquele campeonato. Entre as rondas 1 e 4 de 2008, a equipa foi operada pela Alan Docking Racing, mas a partir da 5ª ronda desse ano, e até ao momento, tem sido operada pela Hitech Racing. O piloto tem sido sempre o francês Tristan Gommendy, à excepção da 4ª ronda de 2009, quando o francês estava lesionado e foi substituído pelo piloto Álvaro Parente. Álvaro Parente voltou à equipa do FC Porto para fazer a temporada de 2010 da Superleague Fórmula, na qual a equipa de automobilismo foi a Atech Reid Grand Prix. Numa das rondas, Álvaro Parente foi substituído por Earl Bamber, devido a problemas com o visto para entrar na China, onde se disputava a prova.
Na temporada de 2011, o clube decidiu não continuar no campeonato.

## Temporada de 2008
Na Temporada da Superleague Fórmula de 2008, a equipa terminou no 7º lugar. Teve como piloto Tristan Gommendy, e foi operada pela Alan Docking Racing (Rondas 1 a 4) e pela Hitech Junior Team (Rondas 5 e 6).

## Temporada de 2009
Na temporada de 2009, a equipa voltou a estar no campeonato, com Tristan Gommendy como piloto em todas as rondas, à excepção da 4ª ronda, quando o francês estava lesionado e foi substituído piloto pelo Álvaro Parente. A equipa continuou a ser operada pela Hitech Junior Team. O 7º lugar de 2008 foi melhorado, sendo que nesta época, o F.C. Porto foi 5º.

## Temporada de 2010
Álvaro Parente foi anunciado como piloto do F.C. Porto para a Temporada da Superleague Fórmula de 2010, temporada na qual o F.C. Porto tem como equipa de automobilismo a Atech Reid Grand Prix. Álvaro Parente só não competiu na 10ª ronda, já que não conseguiu a tempo o visto necessário para a deslocação à China. Sendo assim, o piloto português foi substituído nessa ronda pelo neozelandês Earl Bamber, que surpreendentemente venceu a Super-Final e arrecadou o prémio de 100.000 Euros.

## Registo

### 2008
(Legenda)
| Equipa de Automobilismo | Pilotos          | 1   | 1   | 2   | 2   | 3   | 3   | 4   | 4   | 5   | 5   | 6   | 6   | Pontos | Class. |
| Equipa de Automobilismo | Pilotos          | DON | DON | NÜR | NÜR | ZOL | ZOL | EST | EST | VAL | VAL | JER | JER | Pontos | Class. |
| ----------------------- | ---------------- | --- | --- | --- | --- | --- | --- | --- | --- | --- | --- | --- | --- | ------ | ------ |
| Alan Docking Racing     | Tristan Gommendy | 7   | 9   | 8   | 5   | 6   | 15  | 16  | NC  |     |     |     |     | 277    | 7º     |
| Hitech Junior Team      | Tristan Gommendy |     |     |     |     |     |     |     |     | 8   | 1   | 2   | 12  | 277    | 7º     |

### 2009
| Equipa de Automobilismo | Pilotos          | 1   | 1   | 2   | 2   | 3   | 3   | 4   | 4   | 5   | 5   | 6   | 6   | Pontos | Class. |
| Equipa de Automobilismo | Pilotos          | MAG | MAG | ZOL | ZOL | DON | DON | EST | EST | MOZ | MOZ | JAR | JAR | Pontos | Class. |
| ----------------------- | ---------------- | --- | --- | --- | --- | --- | --- | --- | --- | --- | --- | --- | --- | ------ | ------ |
| Hitech Junior Team      | Tristan Gommendy | 16  | 7   | 12  | 7   | 8   | 1   |     |     | 7   | 13  | 6   | 5   | 302    | 5º     |
| Hitech Junior Team      | Álvaro Parente   |     |     |     |     |     |     | 16  | 1   |     |     |     |     | 302    | 5º     |

### 2010
| Atech Reid Grand Prix | Álvaro Parente | 4 | 5 | 11 | 16 | 5 | 11 | 8 | 11 | 17 | 1 | 11 | 12 | 11 | 4 | 6 | 11 | 3 | 17 |   |    | 15 | 1 | 8 | 1 | 495 | 7º |
| Atech Reid Grand Prix | Earl Bamber    |   |   |    |    |   |    |   |    |    |   |    |    |    |   |   |    |   |    | 3 | 12 |    |   |   |   | 495 | 7º |

 † Ronda extra-campeonato

### Super-Finais
| Ano  | 1      | 2       | 3      | 4      | 5       | 6      | 7     | 8      | 9      | 10    | 11    | 12    |
| 2009 | MAG NQ | ZOL N/A | DON 5  | EST NQ | MOZ N/A | JAR 5  |       |        |        |       |       |       |
| 2010 | SIL 5  | ASS NQ  | MAG NQ | JAR NQ | NÜR NQ  | ZOL NQ | BDH 6 | ADR NQ | POR NQ | ORD 1 | PEQ † | LOS 6 |

 † 3ª corrida programada mas não disputada